# ФК Улпијана
Фудбалски клуб Улпијана (алб. Klubi Futbollistik Ulpiana), познат као Улпијана, професионални је фудбалски клуб из Липљана. Игра у Суперлиги Републике Косово.
Клуб своје домаће утакмице игра на стадиону Сами Кељменди, капацитета 2.500 места, који не испуњава критеријуме УЕФА-е.